# Naatlo splendida
Espèce
Synonymes
- Theridium splendidum Taczanowski, 1879

Naatlo splendida est une espèce d'araignées aranéomorphes de la famille des Theridiosomatidae.

## Distribution
Cette espèce se rencontre au Panama, en Colombie, en Équateur, au Pérou, en Bolivie, au Brésil, en Guyane et au Venezuela.

## Description
Les mâles mesurent de 1,6 à 2,1 mm et les femelles de 2,0 à 2,7 mm.

## Publication originale
- Taczanowski, 1879 : Les aranéides du Pérou central (suite). Horae Societatis entomologicae Rossicae, vol. 15, p. 102-136.